# Liste der Monuments historiques in Béthelainville
Die Liste der Monuments historiques in Béthelainville führt die Monuments historiques in der französischen Gemeinde Béthelainville auf.

## Liste der Objekte
| Bezeichnung                                    | Beschreibung                                                                       | Standort                       | Kennzeichnung | Schutzstatus | Datum | Bild |
| ---------------------------------------------- | ---------------------------------------------------------------------------------- | ------------------------------ | ------------- | ------------ | ----- | ---- |
| Gemälde Der heilige Martin teilt seinen Mantel | Ölfarbe auf Leinwand, vergoldeter Holzrahmen, 18. Jahrhundert, von François Mansuy | in der Kirche St-Martin (Lage) | PM55001587    | Inscrit      | 1995  |      |
| Zwei Seitenaltäre                              | mit zehn Skulpturen; Kalkstein, 1862                                               | in der Kirche St-Martin (Lage) | PM55000120    | Classé       | 1984  |      |